# Waymad-Beatz
Vicente Stélvio de Abreu Gomes (16 mei 1992), professioneel bekend als Waymad-Beatz (of gewoon Waymad) is een Portugees muziekproducent, componist en songwriter, woonachtig in Nederland.
Hij kreeg bekendheid na het uitbrengen van zijn EDM Album / ep Waymad - Blackout in samenwerking met Moon Records Lisboa (NMusic) MEO Music (Altice Portugal) en exclusieve tv-uitzendingen op RTP-kanalen zoals RTP Europa , RTP America, RTP Asia, RTP Africa.
Zijn meest geprezen nummers genaamd "Typelogic" en "Eccentric" van het album Blackout, deze werden allebei in de spotlights gezet bij een tv-programma genaamd Poplusa van RTP.
De nummers hebben de Top 10 van Charts EDM MEO Music bereikt (in die tijd het grootste muziekplatform van Portugal ook bekend van het grootste festival van het land MEO Sudoeste).

## Carrière
Hij begon muziek te produceren op de leeftijd van 15-16 met behulp van het FL Studio-programma. 
Tussen (2007-2013) was hij bekend onder meerdere Pseudoniem genaamd worldhoodiemafiabeat (WHMB) en The Violet Producer. Toen hij de YouTube-wereld betrad ontving hij heel veel positieve reacties, vooral uit de Verenigde Staten, waar grotendeels van zijn publiek was.
In 2009 slechts (17 jaar oud) heeft Waymad-Beatz een instrumentale video gepubliceerd die meer dan een half miljoen keer is bekeken. De meeste van deze feedback kwam vanuit Amerika (werelddelen). In 2013-2014 creëerde hij zijn alias genaamd Waymad|Earbox, en hij begon meteen met het streamen van zijn live dj-set (met zijn gezicht verborgen) op Facebook.  Zijn stijl was bijzonder, apart en nieuw en dat maakte hem heel aantrekkelijk als artiest. Zodoende kreeg hij aandacht en steun van de televisie, radio, Numark, MEO Portugal en andere media organisaties.

## Werkzaamheden
In Oktober 2020 heeft Waymad-Beatz zijn nummer "Suda Trapped" een remix van het nummer "Suda Suda" in samenwerking met Portugese actrice en zangeres Luciana Abreu.
De hit werd positief ontvangen, in Januari 2021 is het nummer uitgeroepen tot "Music of the Week" voor tweemaal op rij door het tijdschrift Azul Ericeira Mag.

## Waymad-Blackout
De ep is op 9 maart 2015 als digitale download uitgebracht op de Spotify, Amazon, iTunes, eMusic in samenwerking met MEO Music en een exclusieve uitzending met RTP-kanalen tussen 2014 en 2015.
In 2014 werkte Waymad-Beatz samen met een kledingmerk EarBOXwear om een beeld van zijn concept te creëren. Terwijl hij door de straten van het centrum van Lissabon liep, werd de single  voor de ep (Blackout) uitgebracht genaamd  Flatness gefilmd in Lissabon Terreiro do Paço trok de aandacht van duizenden Portugezen op straat. dit was hun eerste grote sprong voor Portugese televisie.
Hij werd Beschouwd als iets unieks en innovatiefs met het gemaakte jas-masker door hem zelf (waymad). Waymad (verwijderde 'beatz') om de titel van zijn eerste ep korter te maken (Waymad-Blackout).
Dagen voor de lancering, (2015) in samenwerking met het bureau UpMusicTalents, werd er een persbericht uitgebracht ter promotie van (Waymad - Blackout) gedistribueerd door Altafonte Network, S.L Moon Records Lisboa (NMusic) in samenwerking met MEO Music.

## Varia
- Waymad-Beatz is de eigenaar van ℗ RWR NETHERLANDS LABEL (READY WAYMAD RECORDS NL)

## Ocean The Way Of Water
In mei 2022 bracht Waymad-Beatz, met goedkeuring van Disney Enterprises, zijn lied uit, geïnspireerd op de film Avatar van James Cameron "Ocean The Way Of Water (Special Version)" na 3 lange jaren van productie.
Het nummer werd meteen goed goedgekeurd door de fans, de is toegevoegd aan Pathe en Kinepolis afspeellijst. Zodat iedereen het nummer in de bioscoop kan horen. Deze muziek is van ℗ RWR NETHERLANDS LABEL.

## Discografie

### Cd's ep's
2015
- Blackout (Moon Records, MEO Music (Altice Portugal) en RTP alle tv-kanalen)

2019
- Into the Inverted Beat
- Diversity A1

2020
- Suda Trapped met de actrice, zangeres en presentator Luciana Abreu

2022
- Ocean The Way Of Water (geïnspireerd in Avatar)